# Strada provinciale 9 Crevalcore-Galeazza
La strada provinciale 9 Crevalcore-Galeazza è una strada provinciale italiana della città metropolitana di Bologna suddivisa in due tronchi: la SP 9/1 e la SP 9/2.

## Percorso
Inizia a Crevalcore, dove si collega alla ex SS 568, e attraversa la campagna a nord dell'abitato incontrando la località Sammartini. In località Caselle si trova l'incrocio da cui parte il secondo tronco, che corre verso ovest lungo il Panaro fino ad immettersi nella ex SS 568 subito a sud di Camposanto, che è situato in provincia di Modena. La SP 9/1, che va invece nella direzione opposta, arriva a Palata Pepoli e Galeazza, quindi termina a Dodici Morelli (comune di Cento, innestandosi nella strada provinciale 41 "Riga" nel punto in cui passa il confine con la provincia di Ferrara.